# ترينيداد روميرو
ترينيداد روميرو هو قاضي وسياسي أمريكي، ولد في 15 يونيو 1835 في سانتا فيه في الولايات المتحدة، وتوفي في 28 أغسطس 1918 في لاس فيغاس في الولايات المتحدة. نشط حزبياً في الحزب الجمهوري.